# Baracidris meketra
Baracidris meketra är en myrart som beskrevs av Bolton 1981. Baracidris meketra ingår i släktet Baracidris och familjen myror. Inga underarter finns listade.